# Run All Night (soundtrack)
Run All Night is de originele soundtrack van de film met dezelfde naam. Het album werd gecomponeerd door Junkie XL en werd op 10 maart 2015 uitgebracht door WaterTower Music.
De muziek die Tom Holkenborg, beter bekend als Junkie XL componeerde en produceerde werd uitgevoerd door het Hollywood Studio Symphony, bestaande uit een negentig-koppig orkest van zeventig strijkers en twintig blazers onder leiding van Nick Glennie-Smith. Holkenborg voegde aan deze leidmotief-symphoniemuziek ook elektronische muziek toe. De opnames vonden plaats in Eastwood Scoring Stage bij de Warner Bros. Studios. Holkenborg vertelde dat hij met het componeren van de filmmuziek voor de film veel interessanter vond van uit een emotioneel oogpunt dan in plaats van een actiefilm oogpunt.

## Nummers
| Nr. | Titel                                        | Duur  |
| --- | -------------------------------------------- | ----- |
| 1   | Prologue (From Run All Night)                | 1:49  |
| 2   | Main Title (From Run All Night)              | 0:28  |
| 3   | Albiniens At Xmas                            | 1:41  |
| 4   | I See Those Fases In My Dreams               | 3;05  |
| 5   | Witness                                      | 2:15  |
| 6   | My Michael                                   | 5:11  |
| 7   | I Just Killed Your Boy                       | 4:01  |
| 8   | Cop Chase                                    | 5:10  |
| 9   | The Station                                  | 3:38  |
| 10  | Just One Night                               | 3:41  |
| 11  | A Little Extra Suger                         | 5:08  |
| 12  | I'll Come After Your Son                     | 2:58  |
| 13  | The Projects                                 | 11:36 |
| 14  | A Nightmare That Won't Pass                  | 3:06  |
| 15  | The Train Tracks                             | 4:23  |
| 16  | Shawn                                        | 1:29  |
| 17  | The Cabin                                    | 10:23 |
| 18  | Epilogue (From Run All Night)                | 1:14  |
| 19  | Tom's Run All Night Sketchbook (Bonus Track) | 52:43 |